# День Заменгофа
День Заменгофа (есп. Zamenhofa Tago) — міжнародне свято, святкують носії мови есперанто. Офіційна дата — 15 грудня (на честь дня народження Людвіка Заменгофа).

## Святкування
У цей день, 15 грудня, есперантисти зі всього світу збирають на есперанто-зустрічі, спілкуються один з одним та дарують подарунки. У ролі подарунків зазвичай виступають книги, написані мовою есперанто. Крім самого святкування есперантисти відвідують місця, пов'язані з есперанто-культурою. Скажімо такі як пам'ятники Заменгофу (наприклад погруддя творцеві есперанто в Одесі), де люди читають лекції про есперанто та його творця.